# Rhodellaceae
Rhodellaceae H.S. Yoon, K.M. Müller, R.G. Sheath, F.D. Ott & D. Bhattacharya, 2006 é o nome botânico de uma família de algas vermelhas unicelulares da ordem Rhodellales.
- Família nova. Foi validada no sistema de classificação de Yoon, H.S. et al (2006).

## Gêneros
- Dixoniella J.L. Scott, S.T. Broadwater, B.D. Saunders, J.P. Thomas & P.W. Gabrielson, 1992.
- Glaucosphaera Korshikov, 1930.
- Rhodella L. Evans, 1970.